# あるくみるきく
『あるくみるきく』は、日本の民俗学者、宮本常一によって1967年に創刊された雑誌。日本観光文化研究所から1988年まで出版されていた。
宮本常一が日本観光文化研究所の所長を務めていたころから出版され、同研究所が解散する1989年の前年に廃刊となった。
「あるく」「みる」「きく」とは、宮本の研究に対する姿勢と調査方法を端的に表した言葉でもある。